# Лелів Василь Васильович
Василь Васильович Лелів (10 червня 1986 - 17 січня 2023) — сержант Збройних Сил України, учасник російсько-української війни, який загинув під час російського вторгнення в Україну.

## Життєпис
Василь Лелів народився 10 червня 1986 року в с. Волосянка, Львівської області.
В 1993 році розпочав навчання в місцевій школі, яку закінчив у 2004 році. Після школи проходив строкову службу в лавах Збройних сил України.
Після служби у збройних силах України працював інструктором з гірськолижного спорту.
В 2015 році був мобілізований в АТО. Служив артилеристом-навідником в 53-й окремій механізованій бригаді. Після демобілізації працював за кордоном.
З початком російського вторгнення в Україну в 2022 році добровольцем став на захист України. Боровся проти держави-терориста у складі 125-ї окремої бригади територіальної оборони ЗСУ на посаді водія противотанкового відділення роти вогневої підтримки.
Вірний військовій присязі, 36-річний воїн загинув 17 січня 2023 року при виконанні службового обов’язку по захисту Батьківщини внаслідок отриманих поранень несумісних з життям в районі смт. Зарічне, Донецької області. 
Похований на кладовищі с. Волосянка, Львівської області.
У Василя залишились батько, сестри, брати, дружина та двоє синів. 

## Нагороди
В лютому 2024 року відповідно до указу Президента України №135/2023  Василю Леліву за особисту мужність і самовідданість, виявлені у захисті державного суверенітету та територіальної цілісності України, вірність військовій присязі було посмертно відзначено державною нагородою: орденом «За мужність» III ступеня.
В травні 2024 відповідно до указу Міністра оборони України №786 від 21 травня 2024 року відзначено медаллю "Захиснику України".